# Racó Català
 (avril 2025).
Si vous disposez d'ouvrages ou d'articles de référence ou si vous connaissez des sites web de qualité traitant du thème abordé ici, merci de compléter l'article en donnant les références utiles à sa vérifiabilité et en les liant à la section « Notes et références ».

Racó Català (en français : « Le coin catalan ») est un site web en catalan promouvant la langue catalane dans les Pays catalans, voire au-delà.

## Histoire et présentation
Lancé le 4 mars 1999, ce site web est produit par Tirabol Produccions. Il a été fondé par Joan Camp, Oriol Morell et Guillem Sureda, qui étaient alors étudiants,.
La principale tendance idéologique de ce site web est l'indépendantisme des Pays catalans, mais il n'a de liaison avec aucune parti politique. Il traite de sujets culturels, sociaux et d'information générale de tous les Pays catalans. Il a été aussi responsable de nombre de campagnes en ligne dédiées à la défense de la langue catalane.
Début 2013, il avait plus de 20.000 utilisateurs registrés, et le forum incluait plus de 5 millions de messages publiés depuis la création. En février 2013, le site était en sixième position parmi les journaux digitaux en langue catalane ayant une mesure OJD. avec plus de 330.000 visiteurs mensuels uniques. En septembre 2015 il y eut 418.747 visiteurs uniques, toujours selon l'OJD.
À la suite des attentats terroristes de l'ETA à Burgos et Majorque pendant l'été de 2009, Racó Català subit une campagne de discrédit et de calomnie organisée par des médias et forums d'internet espagnols d'extrême droite, qui liaient l'indépendantisme catalan du Racó avec l'apologie du terrorisme.
L'organisation de Racó Català a reçu des subventions du Département des médias de la Généralité de Catalogne. Elle est membre de la section numérique de l'Association Catalane des Journaux Libres. 
Le journaliste digital Saül Gordillo publia sur le Racó Català les principaux articles de son blog, de mai 2006 à juin 2009. En 2007 il reçut le Prix Jaume I de l’Institution Culturelle de la Franja de Ponent, et en avril 2013 il reçut le Prix Joan Coromines de la part des Associations Coordonnées pour la Langue Catalane.